# Psychobilly
El psychobilly (o punkabilly) és un estil musical creat per The Meteors, tot i que el terme era utilitzat per The Cramps abans dels anys 1980 en alguns dels seus cartells malgrat que aquests sempre van afirmar que aquella paraula, extreta d'una cançó de Johnny Cash, no era un estil de música, sinó una paraula per a cridar l'atenció.
El psychobilly és una evolució estètica i musical del rockabilly que havien actualitzat Stray Cats i que va gaudir de cert èxit al Regne Unit. Sovint s'emparenta el psychobilly amb el punk rock, però segurament més per actitud i per la velocitat de la música que per altres motius, car els primers grups anglesos com The Restless, The Guanabatz o The Sting-Rays s'enquadraven dins de l'estètica rockabilly, tot i que presentaven lletres relacionades amb el sexe, la ciència-ficció o les pel·lícules de terror. Aquesta primera fornada de grups psychobilly actuaven de manera recurrent al Klub Foot, que amb una capacitat per a 900 persones va ser el centre de pelegrinatge de seguidors de tot Europa. Amb el nom de Stomping At The Klub Foot es van editar una sèrie de CD i LP amb el millor dels grups de psychobilly que hi van actuar.
A partir de la segona meitat de la dècada del 1980 apareix una segona fornada de grups que acceleren encara més la música i exageren la seva estètica. Els tupès i la roba nord-americana dels anys 1950 que havia marcat els grups de la primera època es torna ara més exagerada. Grups com Klingonz, Mad Sin, Demented Are Go i Nekromantix, que encarnen la «segona onada del psychobilly», es pentinen amb tupès extremats, comencen a utilitzar maquillatge i les seves lletres es tornen encara més salvatges, tractant temes com assassinats, conductes sexuals inapropiades o paròdies de ciència-ficció. Probablement aquesta estètica i l'acceleració i duresa estilística d'aquests grups és el que fa pensar que el psychobilly està influenciat o es una mena de punk. Tanmateix, l'evolució de la música i sobretot la història dels grups demostren que l'escena psychobilly va tenir un grup de seguidors només d'aquest estil musical, i que el circuit de concerts mai no va barrejar-se ni als anys 1980 ni 1990 amb grups o festivals punk, fet que sí ha tingut lloc a partir al segle xxi.